# Consuelo Benavides
Consuelo Benavides (Tulcán, 1949 - Esmeraldas, 1985) fue una docente, socióloga y defensora de los derechos humanos ecuatoriana.

## Biografía
Consuelo Benavides nació en 1949 en la ciudad de Tulcán, provincia del Carchi. Fue una docente en la provincia de Esmeraldas, comprometida con la lucha por los Derechos Humanos.
En el gobierno de Oswaldo Hurtado fue perseguida, encarcelada y torturada, como respuesta a su liderazgo en procesos de lucha que buscaban promover un cambio social en el que se construyera un mundo más justo y equitativo.
Una vez que fue liberada, en 1985 viaja a la provincia de Esmeraldas y trabaja como profesora en una escuela rural del cantón Quinindé. Desde el aula transmite sus conocimientos y sus ideales de cambio a sus alumnos.
Durante la presidencia de León Febres Cordero, el 4 de diciembre de 1985, fue arrestada sin autorización, torturada y asesinada por agentes de la Infantería Naval Ecuatoriana en Quinindé, provincia de Esmeraldas, a causa de estar vinculada con actividades subversivas del grupo Alfaro Vive Carajo.
El 13 de diciembre de 1985, en un potrero de una hacienda cercana a la población de Rocafuerte, cantón Esmeraldas, los trabajadores Héctor Eliazar González García y Rudy Benavides Bone encontraron el cadáver de una mujer con el rostro desfigurado y con nueve impactos de bala, el mismo que pertenecía a Consuelo Benavides. Los restos mortales reposan en el Cementerio de El Batán en Quito.
Los agentes del Estado implicados y las instituciones del Gobierno vinculadas emprendieron una campaña sistemática para negar estos delitos y rechazar la responsabilidad del Estado. A través de los esfuerzos de la familia Benavides y de la Comisión de Investigación Multipartidista designada por el Congreso Nacional, en el gobierno de Rodrigo Borja, estos delitos salieron a la luz tres años después de los hechos, y el cuerpo de Consuelo Benavides fue ubicado e identificado.

## Reconocimientos
Consuelo Benavides cuenta con una placa conmemorativa a su memoria, en el barrio Obrero Independiente del Distrito Metropolitano de Quito.
Un parque en Tulcán, llamado antes parque de Las Tortugas, fue rebautizado con el nombre de Consuelo Benavides.
En el parque "Consuelo Benavides" se levantó también un busto en reconocimiento a su lucha social.
La "Unidad Educativa Fiscal del Milenio profesora Consuelo Benavides", de la ciudad de Esmeraldas, fue bautizada con su nombre para conmemorar su lucha.